# Bzat - ni dage bag barrikaderne
Bzat - ni dage bag barrikaderne er en dokumentarfilm af Bent Staalhøj.

## Handling
I Ryesgade-kvarteret bragede det løs i efteråret 1986. BZ'erne tog nogle kondemnerede ejendomme i besiddelse, og pressen satte fokus på konflikten mellem BZ'erne, politi og politikere. Filmen registrerer dag for dag, hvad der skete - fra bz'ernes synspunkt. Samtidig gives et historisk rids af 80'ernes besættelser og de konfrontationer, der fulgte.